# Шмырова, Татьяна Ивановна
Татья́на Ива́новна Шмыро́ва (15 сентября 1913, Седльце, Люблинская губерния — 29 августа 1992, Санкт-Петербург) — советская артистка балета, солистка Ленинградского театра имени Кирова, балетный педагог. Заслуженный деятель искусств Башкирской АССР (1972).

## Биография
По окончании Ленинградского Хореографического Училища (педагоги Агриппина Ваганова, А. М. Монахов) в Театре имени Кирова.
Исполняла сольные партии в театре с 1930 года по 1959 год.
Носитель традиций и культуры Академии эпохи Агриппины Вагановой. Будучи её ученицей, Шмырова передала следующим поколениями балерин методику Вагановой, а также посвятила себя преподаванию в хореографическом училище. Она знала наизусть все балеты Леонида Якобсона. Вела класс актёрского мастерства. Ставила номера «Битструп», «Кумушки» и другие.
В Театре имени Кирова стала первой исполнительницей партий:
- 1946 — Испанская принцесса «Золушка», балетмейстер Константин Сергеев, на музыку Сергея Прокофьева
- 1950 — Главная сваха «Шурале», балетмейстер Леонид Якобсон, на музыку Фарида Яруллина
- 1953 — Маша «Родные поля», балетмейстеры А. Л. Андреев, Н. М. Стуколкина
- 1955 — Мать «Тарас Бульба», балетмейстер Б. А. Фенстер, на музыку Соловьёва-Седого
- 1958 — тётка Анни «Тропою грома», балетмейстер Константин Сергеев

Исполнительница танцев в балетах:
- Панадерос «Раймонда» Мариуса Петипа (возобн. Вагановой), на музыку А. Глазунова
- Русская пляска — «Медный всадник» — балетмейстер Ростислав Захаров
- «Лауренсия», балетмейстер Вахтанг Чабукиани, на музыку Александра Крейна
- «Пламя Парижа», балетмейстер Василий Вайнонен, на музыку Бориса Асафьева[1]

Прожила 78 лет, под конец жизни болела, написала две книги воспоминаний, выступала с лекциями и статьями о балете.

## Партии Татьяны Шмыровой в классическом репертуаре
| Партия                                   | Спектакль               | Балетмейстер                                                | Композитор        |
| ---------------------------------------- | ----------------------- | ----------------------------------------------------------- | ----------------- |
| Роль                                     | Балет                   | Постановка                                                  | Оркестровка       |
| Уличная танцовщица Цветочница и Мерседес | «Дон Кихот»             | Александр Горский                                           | Людвиг Минкус     |
| Половчанка                               | «Половецкие пляски»     | Михаил Фокин                                                | Александр Бородин |
| Одарка                                   | «Тарас Бульба»          | Фёдор Лопухов                                               | Соловьёв-Седой    |
| Кормилица                                | «Ромео и Джульетта»     | Леонид Лавровский                                           | Сергей Прокофьев  |
| Жена хана                                | «Конёк-Горбунок»        | А. А. Горский (по Петипа), Фёдор Лопухов (по Горскому,1945) | Цезарь Пуни       |
| Мачеха                                   | «Золушка»               | Константин Сергеев                                          | Сергей Прокофьев  |
| Вторая жена                              | «Бахчисарайский фонтан» | Ростислав Захаров                                           | Борис Асафьев     |

## Сочинения
- 1961 — «Современная тема в балете» / Татьяна Шмырова. — Ленинград: «Нева», 1961.
- 1962 — «Хореографический плакат» / Татьяна Шмырова. — Ленинград: «Звезда», 1962.
- 1962 — «О современной форме балетного искусства» / Татьяна Шмырова. — Ленинград: «ТЖ», 1962.
- Шмырова Т. Игорь Бельский // Советский балет : журнал. — М., 1983. — № 3.
- 1985 — «До Будапешта и Вены» / Татьяна Шмырова. — Ленинград: «СБ», 1985.
- 1991 — «Уроки А. Лопухова» / Татьяна Шмырова. — Ленинград: «СБ», 1991.
- 1991 — «Всю жизнь с Прокофьевым» / Татьяна Шмырова. — Ленинград: "СБ", 1991.